# Критика Facebook
Facebook (и материнская компания Meta Platforms) стал объектом критики и судебных исков. Критика включает в себя чрезмерное влияние Facebook на жизнь и здоровье своих пользователей и сотрудников, а также влияние Facebook на то, как СМИ, в частности новости, сообщают и распространяют информацию. Заметные проблемы включают конфиденциальность в Интернете, например, использование широко распространённой кнопки «нравится» на сторонних веб-сайтах, отслеживающих пользователей, возможные бессрочные записи информации о пользователях, автоматическое программное обеспечение для распознавания лиц, а также роль Facebook на рабочем месте, включая раскрытие учётных записей работодателей и сотрудников. Использование Facebook может иметь негативные психологические последствия, включающие чувство сексуальной ревности, стресс, недостаток внимания, а также зависимость от социальных сетей, которая в некоторых случаях сравнима с наркотической зависимостью.
Деятельность Facebook также получила освещение. Использование компанией электроэнергии, уклонение от уплаты налогов, политика требования реального имени пользователя, политика цензуры, работа с данными пользователей, а также её участие в американской программе слежки PRISM и скандал с данными Facebook-Cambridge Analytica были освещены в СМИ и критиками. Facebook оказался под пристальным вниманием за «игнорирование» или уклонение от ответственности за контент, размещённый на его платформе, включая нарушение авторских прав и интеллектуальной собственности, разжигание ненависти, подстрекательство к изнасилованию, насилию против меньшинств, терроризму, фальшивым новостям, убийствам, преступлениям и насильственным инцидентам, транслируемым в прямом эфире через функцию Facebook Live.
Компания и её сотрудники также были предметом судебных разбирательств на протяжении многих лет, причём самым громким делом стали обвинения в том, что генеральный директор Марк Цукерберг нарушил устный договор с Кэмероном Уинклвоссом, Тайлером Уинклвоссом и Дивией Нарендрой о создании социальной сети «HarvardConnection» в 2004 году, вместо этого якобы решив украсть идею и код для запуска Facebook за несколько месяцев до начала работы HarvardConnection. Первоначальный иск был в конечном итоге урегулирован в 2009 году, при этом Facebook выплатил около 20 миллионов долларов наличными и 1,25 миллиона акций. Новый иск в 2011 году был отклонён. Некоторые критики указывают на проблемы, которые, по их мнению, приведут к гибели Facebook. Facebook был запрещён правительствами нескольких стран по различным причинам, включая Сирию, Китай, Иран и Россию.

## Цензура
Хотя Facebook проводит прозрачную политику в отношении определённых видов модерации контента — например, удаления ненавистнических высказываний и изображений, содержащих секс или насилие — компания подвергается критике за выборочную цензуру информации непрозрачными способами. Некоторые примеры этого включают:

### Цензура критики Facebook
Газеты регулярно публикуют истории пользователей, которые утверждают, что подверглись цензуре в Facebook за критику самой Facebook, их посты удаляются или становятся менее заметными. В качестве примеров можно привести Элизабет Уоррен в 2019 году и Ротема Штаркмана в 2016 году.
В контексте сообщений СМИ и судебных исков от людей, ранее работавших над модерацией контента Facebook, бывший модератор Facebook (Крис Грей) утверждает, что существовали специальные правила, позволяющие отслеживать и иногда нацеливать сообщения о Facebook, которые носят анти-фейсбучный характер или критикуют Facebook за какие-то действия, например, по ключевым словам «Facebook» или «DeleteFacebook».
Функцию поиска Facebook обвиняют в том, что она не позволяет пользователям искать определённые термины. Майкл Аррингтон из TechCrunch написал о возможной цензуре Facebook в отношении «Рона Пола» в качестве поискового запроса. Группа MoveOn.org в Facebook для организации протестов против нарушения неприкосновенности частной жизни некоторое время не могла быть найдена через поиск. Само слово «приватность» также было ограничено.

### Цензура вокруг глобальной политики
В 2015 году сообщалось, что Facebook проводит политику цензуры всего, что связано с курдской оппозицией против Турции, например, карты Курдистана, флаги курдских вооружённых террористических групп (таких как PKK и YPG) и критика Мустафы Кемаля Ататюрка, основателя Турции.
В 2016 году Facebook запретил, а также удалил контент, касающийся кашмирского конфликта.
Во время подкаста Марк Цукерберг признался, что Facebook подавил все освещение утечки электронной почты сына Джо Байдена во время выборов в США в 2020 году из-за общего запроса ФБР. В отцензурированной новости утверждалось, что сын Джо Байдена, который был вице-президентом в администрации Обамы, использовал влияние своего отца для заключения сделки с украинским бизнесменом.

### Цензура в соответствии с внешней политикой США
В 2021 году Facebook был обвинён в цензуре сообщений, критикующих Израиль и поддерживающих Палестину. Во время конфликта вокруг имущественного спора в Шейх-Джарре в 2021 году Facebook обвинили в удалении сотен постов с критикой Израиля. Высокопоставленные чиновники Facebook извинились перед премьер-министром Палестины за цензуру пропалестинских мнений.
В октябре 2021 года секретный чёрный список «опасных лиц и организаций», который ведёт Facebook, был обнаружен изданием The Intercept, которое показало, что цензура в регионе MENA была строже, чем в США. Критики и учёные утверждали, что чёрный список и руководство сковывают свободное обсуждение, а также обеспечивают неравномерное применение правил.

### Цензура, связанная с COVID-19
26 августа 2024 года генеральный директор Meta Platforms Inc. Марк Цукерберг в письме в Комитет по судебной системе Палаты представителей США заявил о давлении со стороны правительства США во время пандемии COVID-19. По словам предпринимателя, высокопоставленные должностные лица администрации Байдена неоднократно оказывали давление на ресурс с целью цензуры публикаций, связанных с болезнью.

## Проблемы конфиденциальности
Facebook столкнулся с рядом проблем, связанных с конфиденциальностью; например, в августе 2019 года стало известно, что компания наняла подрядчиков для создания расшифровок аудиочатов пользователей. Подрядчикам было поручено заново расшифровать разговоры, чтобы оценить точность автоматического инструмента расшифровки. Отчасти эти опасения связаны с моделью доходов компании, которая предполагает продажу информации о своих пользователях, и с потерей конфиденциальности, которую это может повлечь за собой. Кроме того, известно, что работодатели и другие организации и частные лица используют данные Facebook в своих целях. В результате личность людей иногда раскрывалась без их разрешения. В ответ на это группы давления и правительства все чаще заявляют о праве пользователей на неприкосновенность частной жизни и на контроль над своими личными данными.

## Психологические/социальные эффекты
Помимо того, что эволюционный биолог Джордж К. Уильямс в развитии эволюционной медицины отметил, что большинство хронических заболеваний являются следствием эволюционного несоответствия между безгосударственной средой кочевой жизни охотников-собирателей в группах и современной жизнью человека в оседлых технологически современных государственных обществах (например, обществах WEIRD), психиатр Рэндольф М. Нессе утверждает, что эволюционное несоответствие является важным фактором в развитии некоторых психических расстройств. В 1948 году 50 процентов американских домохозяйств владели хотя бы одним автомобилем. В 2000 году большинство американских домохозяйств имели хотя бы один персональный компьютер, а в следующем году — доступ в Интернет. В 2002 году большинство американских респондентов сообщили, что у них есть мобильный телефон. В сентябре 2007 года большинство американских респондентов сообщили, что у них дома есть широкополосный интернет. В январе 2013 года большинство американских респондентов сообщили о наличии у них смартфона.

### Зависимость от Facebook
Исследование «World Unplugged», проведённое в 2011 году, утверждает, что для некоторых пользователей отказ от социальных сетей сравним с отказом от курения или алкоголя. Другое исследование, проведённое в 2012 году учёными из Школы бизнеса Бута Чикагского университета в США, показало, что такие наркотики, как алкоголь и табак, не могут сравниться с социальными сетями по уровню привыкания. Исследование 2013 года, опубликованное в журнале «Киберпсихология, поведение и социальные сети», показало, что некоторые пользователи решили уйти из социальных сетей, потому что почувствовали зависимость. В 2014 году сайт не работал около 30 минут, что заставило нескольких пользователей позвонить в службу спасения.
В апреле 2015 года исследовательский центр Pew Research Center опубликовал результаты опроса 1060 американских подростков в возрасте от 13 до 17 лет, которые сообщили, что почти три четверти из них имеют смартфон или доступ к нему, 92 процента выходят в интернет ежедневно, а 24 процента заявили, что выходят в интернет «почти постоянно». В марте 2016 года журнал Frontiers in Psychology опубликовал результаты опроса 457 студентов-пользователей Facebook после окончания средней школы (после экспериментальной проверки валидности ещё 47 студентов-пользователей Facebook после окончания средней школы) в крупном университете Северной Америки, которые показали, что выраженность симптомов СДВГ статистически значимо положительно коррелирует с использованием Facebook во время управления автомобилем, и что импульсы к использованию Facebook во время вождения были более сильными у мужчин, чем у женщин.
В июне 2018 года журнал Children and Youth Services Review опубликовал результаты регрессионного анализа 283 подростков-пользователей Facebook в регионах Пьемонт и Ломбардия Северной Италии (которые повторяют предыдущие результаты, полученные среди взрослых пользователей), показывающие, что подростки, сообщающие о более высоких симптомах СДВГ, положительно прогнозируют зависимость от Facebook, устойчивое негативное отношение к прошлому и к тому, что будущее предопределено и не зависит от настоящих действий, а также ориентацию на достижение будущих целей, причём симптомы СДВГ дополнительно усиливают проявление предложенной категории психологической зависимости, известной как «проблематичное использование социальных сетей».

### Самоповреждение и самоубийство
Исследования показывают, что люди, испытывающие чувство самоубийства, используют Интернет для поиска способов самоубийства. На сайтах представлены графические подробности и информация о том, как лишить себя жизни. Это не может быть правильным. Если такое содержание нарушает политику провайдеров Интернета и социальных сетей, оно должно быть удалено.
— Мэтт Хэнкок, министр здравоохранения Великобритании
Я не думаю, что стоит заходить слишком далеко, чтобы задаться вопросом, есть ли у вас, владельцев, хоть какой-то контроль над содержанием [сайтов]. Если это так, то дети вообще не должны иметь доступа к вашим услугам, а родители должны знать, что идея какого-либо органа, контролирующего алгоритмы и контент, - это мираж.
— Энн Лонгфилд, уполномоченный по правам ребёнка в Англии
В январе 2019 года министр здравоохранения Великобритании и уполномоченный по делам детей Англии призвали Facebook и другие компании социальных сетей взять на себя ответственность за риск для детей, создаваемый контентом на их платформах, связанным с самоповреждением и самоубийством.

### Зависть
Facebook критикуют за то, что он делает людей завистливыми и несчастными из-за постоянной демонстрации позитивных, но нерепрезентативных ярких моментов их сверстников. К таким ярким моментам относятся, в частности, сообщения в дневнике, видео и фотографии, которые изображают или ссылаются на позитивные или другие выдающиеся действия, опыт и факты. Этот эффект вызван в основном тем, что большинство пользователей Facebook обычно демонстрируют только положительные стороны своей жизни, исключая негативные, хотя он также тесно связан с неравенством и различиями между социальными группами, поскольку Facebook открыт для пользователей из всех слоёв общества. Такие сайты, как AddictionInfo.org утверждают, что этот вид зависти оказывает глубокое влияние на другие аспекты жизни и может привести к тяжёлой депрессии, отвращению к себе, ярости и ненависти, обиде, чувству неполноценности и неуверенности, пессимизму, суицидальным наклонностям и желаниям, социальной изоляции и другим проблемам, которые могут оказаться очень серьёзными. В средствах массовой информации это состояние часто называют «завистью Facebook» или «депрессией Facebook».
В 2010 году журнал Social Science Computer Review опубликовал исследование экономистов Ральфа Каерса и Ванессы Кастелинс, которые разослали онлайн-анкету 398 и 353 пользователям LinkedIn и Facebook соответственно в Бельгии и обнаружили, что оба сайта стали инструментами для подбора соискателей на профессиональные профессии, а также дополнительной информации о соискателях, и что она используется рекрутерами для принятия решения о том, какие соискатели будут проходить собеседование. В 2017 году социолог Офер Шароне провёл интервью с безработными работниками для изучения влияния LinkedIn и Facebook как посредников на рынке труда и обнаружил, что социальные сети (SNS) оказывают эффект фильтрации, который имеет мало общего с оценкой заслуг, и что эффект фильтрации SNS оказывает новое давление на работников, заставляя их управлять своей карьерой в соответствии с логикой эффекта фильтрации SNS.
Совместное исследование, проведённое двумя немецкими университетами, продемонстрировало зависть к Facebook и показало, что каждый третий человек после посещения сайта чувствует себя хуже и менее удовлетворённым своей жизнью. Фотографии с отдыха оказались самым распространённым источником чувства обиды и зависти. На втором месте по количеству причин зависти оказалось социальное взаимодействие, поскольку пользователи Facebook сравнивают количество поздравлений с днём рождения, лайков и комментариев со своими друзьями. Посетители, которые вносили наименьший вклад, как правило, чувствовали себя хуже всех. «Согласно нашим выводам, пассивное следование вызывает завистливые эмоции, причём пользователи в основном завидуют счастью других, тому, как другие проводят отпуск; и общению», — говорится в исследовании.
Исследование 2013 года, проведённое учёными Мичиганского университета, показало, что чем больше люди пользовались Facebook, тем хуже они себя чувствовали после этого.
Нарциссические пользователи, проявляющие чрезмерную грандиозность, вызывают у зрителей негативные эмоции и зависть, но в результате это может стать причиной одиночества зрителей. Зрителям иногда приходится прекращать с ними отношения, чтобы избежать этих негативных эмоций. Однако такое «избегание», как «прекращение отношений», является подкреплением и может привести к одиночеству. Циклическая схема представляет собой порочный круг одиночества и избегания, говорится в исследовании.

### Развод
Социальные сети, такие как Facebook, могут оказывать пагубное влияние на брак, когда пользователи начинают беспокоиться о контактах и отношениях своего супруга с другими людьми в сети, что приводит к распаду брака и разводу. По данным исследования, проведённого в 2009 году в Великобритании, около 20 процентов заявлений о разводе содержали ссылки на Facebook. Facebook дал нам новую платформу для межличностного общения. Исследователи предположили, что высокий уровень использования Facebook может привести к конфликтам, связанным с Facebook, и разрыву/разводу. Предыдущие исследования показали, что романтические отношения могут быть испорчены чрезмерным использованием Интернета, ревностью, слежкой за партнёром, двусмысленной информацией и изображением интимных отношений в Интернете. резмерные пользователи Интернета сообщили, что в их отношениях больше конфликтов. Их партнёры чувствуют себя обделёнными вниманием, в их отношениях меньше обязательств и меньше чувства страсти и близости. Согласно статье, исследователи подозревают, что Facebook может способствовать увеличению числа разводов и неверности в ближайшем будущем из-за количества и лёгкости доступа для связи с прошлыми партнёрами. Использование Facebook может вызывать чувство сексуальной ревности.

### Стресс
Исследование, проведённое психологами из Эдинбургского университета Напир, показало, что Facebook добавляет стресс в жизнь пользователей. Причинами стресса являются страх пропустить важную социальную информацию, страх обидеть собеседников, дискомфорт или чувство вины из-за отказа в запросах пользователей или удаления нежелательных контактов, а также из-за того, что друзья или другие пользователи Facebook не добавляют их в друзья или блокируют, неприятные ощущения, когда запросы на дружбу отклоняются или игнорируются, давление, связанное с необходимостью быть интересным, критика или запугивание со стороны других пользователей Facebook, а также необходимость использовать соответствующий этикет для разных типов друзей. Многие люди, которые начали использовать Facebook в позитивных целях или с позитивными ожиданиями, обнаружили, что сайт негативно повлиял на их жизнь.
Кроме того, растущее количество сообщений и социальных отношений, встроенных в SNS, также увеличивает количество социальной информации, требующей реакции от пользователей SNS. Вследствие этого пользователи SNS воспринимают, что они оказывают слишком много социальной поддержки другим друзьям SNS. Эта тёмная сторона использования SNS называется «социальной перегрузкой». Она обусловлена степенью использования, количеством друзей, субъективными нормами социальной поддержки и типом отношений (только онлайн или только офлайн-друзья), в то время как возраст оказывает лишь косвенное влияние. Психологические и поведенческие последствия социальной перегрузки включают восприятие усталости от SNS, низкую удовлетворённость пользователей и высокие намерения сократить или прекратить использование SNS.

### Нарциссизм
В июле 2018 года мета-анализ, опубликованный в журнале Psychology of Popular Media, показал, что грандиозный нарциссизм положительно коррелирует со временем, проведённым в социальных сетях, частотой обновления статуса, количеством друзей или последователей и частотой размещения автопортретных цифровых фотографий, а мета-анализ, опубликованный в журнале Journal of Personality в апреле 2018 года, показал, что положительная корреляция между грандиозным нарциссизмом и использованием социальных сетей воспроизводится на разных платформах (включая Facebook). В марте 2020 года в журнале Journal of Adult Development был опубликован анализ прерывности регрессии 254 Millennial пользователей Facebook, в котором изучались различия в нарциссизме и использовании Facebook между возрастными когортами, родившимися с 1977 по 1990 год и с 1991 по 2000 год, и было установлено, что у родившихся позже Millennials оба показателя значительно выше. В июне 2020 года журнал Addictive Behaviors опубликовал систематический обзор, в котором была обнаружена последовательная, положительная и значительная корреляция между грандиозным нарциссизмом и предложенной категорией психологической зависимости под названием «проблематичное использование социальных сетей». Также в 2018 году социальный психолог Джонатан Хайдт и президент FIRE Грег Лукианофф в книге «Кодирование американского разума» отметили, что бывший президент Facebook Шон Паркер в интервью 2017 года заявил, что кнопка «Мне нравится» была сознательно разработана для того, чтобы пользователи, получающие «лайки», испытывали прилив дофамина как часть «петли обратной связи социальной оценки».
«Показное сострадание» — это практика публичного пожертвования больших сумм денег на благотворительность с целью повышения социального престижа жертвователя, и иногда описывается как разновидность показного потребления. Джонатан Хайдт и Грег Лукианофф утверждают, что обучение микроагрессии в студенческих городках в США привело к формированию культуры вызова и атмосферы самоцензуры из-за страха быть посрамлённым толпами пользователей социальных сетей, которые часто анонимны и склонны к деиндивидуализации. Ссылаясь на данные исследования Pew Research Center от февраля 2017 года, согласно которым критические посты в Facebook, выражающие «возмущённое несогласие», в два раза чаще получали лайки, комментарии или акции (наряду с аналогичным выводом для постов в Twitter, опубликованным в PNAS USA в июле 2017 года), Хайдт и Тобиас Роуз-Стоквелл приводят выражение «моральная грандиозность», чтобы описать, как наличие аудитории на форумах социальных сетей превращает большую часть межличностного общения в публичное представление.
После убийства Джорджа Флойда в мае 2020 года и последующих протестов его имени, опросы Civiqs и YouGov/Economist показали, что хотя чистая поддержка Black Lives Matter среди белых американцев выросла с −4 пунктов до +10 пунктов в начале июня 2020 года (с 43 % в поддержку), она упала до −6 пунктов к началу августа 2020 года, а к апрелю 2021 года дальнейшие опросы Civiqs показали, что поддержка Black Lives Matter среди белых американцев вернулась примерно к уровню поддержки до убийства Джорджа Флойда (37 % в поддержку и 49 % против). В интервью на Firing Line в феврале 2021 года журналист Чарльз М. Блоу раскритиковал меньшинство молодых белых участников протестов Джорджа Флойда в США, которые, по его мнению, использовали протесты для собственного личностного роста, чтобы заменить собой социальные обряды перехода (например, выпускной бал) и летние социальные мероприятия. например, выпускной бал) и летних общественных собраний (например, посещение кинотеатров или концертов), которые были исключены блокировками COVID-19 и мерами социального дистанцирования, отмечая, что по мере того, как блокировки стали ослабляться и сниматься, поддержка «Black Lives Matter» среди белых начала снижаться.
В феврале 2021 года журнал Psychological Medicine опубликовал результаты исследования 14 785 убийств, о которых публично сообщалось в англоязычных новостях по всему миру в период с 1900 по 2019 год, собранные в базе данных психиатрами из Психиатрического института штата Нью-Йорк и Медицинского центра Ирвинга Колумбийского университета. то есть вызванных личными мотивами и не произошедших в контексте войны, государственного или группового терроризма, деятельности банд или организованной преступности) только 11 процентов массовых убийц и только 8 процентов массовых стрелков имели «серьёзное психическое заболевание» (например, шизофрению, шизофрению, шизофрению и т. д.). Например, шизофрения, биполярное расстройство, большое депрессивное расстройство), что массовые расстрелы стали более распространёнными по сравнению с другими формами массовых убийств с 1970 года (причём 73 процента из них происходят только в США), и что массовые стрелки в США чаще имеют юридическое прошлое, занимаются рекреационным употреблением наркотиков или злоупотребляют алкоголем, а также демонстрируют непсихотические психиатрические или неврологические симптомы.
Соавтор исследования психиатр Пол С. Аппельбаум утверждал, что данные опроса указывают на то, что «трудности с преодолением жизненных событий представляются более полезными направлениями для профилактики [массовых расстрелов] и политики, чем акцент на серьёзных психических заболеваниях», а психиатр Рональд В. Пиес предложил понимать психопатологию как трёхступенчатый континуум психических, поведенческих и эмоциональных нарушений, при этом большинство массовых расстрельщиков попадают в среднюю категорию «стойких эмоциональных нарушений». В 2015 году психиатры Джеймс Л. Нолл и Джордж Д. Аннас отметили, что тенденция к тому, что большинство внимания СМИ после массовых расстрелов уделяется психическому здоровью, приводит к тому, что социокультурные факторы остаются без внимания. Вместо этого Кнолл и Аннас ссылаются на исследования социальных психологов Джин Твенге и У. Кита Кэмпбелла о нарциссизме и социальном отвержении в личных историях массовых стрелков, а также на предположение когнитивного учёного Стивена Пинкера в книге «Лучшие ангелы нашей природы» (2011) о том, что дальнейшее снижение уровня насилия среди людей может зависеть от снижения уровня нарциссизма среди людей.

### Неинформирующая, эродирующая знания среда
Facebook — это компания «Больших технологий» с более чем 2,7 млрд ежемесячных активных пользователей по состоянию на второй квартал 2020 года, поэтому она оказывает значимое влияние на массы людей, которые её используют. Алгоритмы больших данных используются при создании персонализированного контента и автоматизации, однако этот метод может быть использован для манипулирования пользователями различными способами. Проблема дезинформации усугубляется образовательным пузырём, способностью пользователей к критическому мышлению и культурой новостей. По данным исследования 2015 года, 62,5 % пользователей Facebook не обращают внимания ни на какое курирование своей новостной ленты. Более того, учёные начали исследовать алгоритмы с неожиданными результатами, которые могут привести к антисоциальной политической, экономической, географической, расовой или иной дискриминации. Facebook остаётся скудным на прозрачность внутренней работы алгоритмов, используемых для корреляции Ленты новостей. Алгоритмы используют прошлые действия как точку отсчёта для прогнозирования вкусов пользователей, чтобы удержать их внимание. Однако это приводит к образованию пузыря фильтров, который начинает отвлекать пользователей от разнообразной информации. Пользователи остаются с искажённым мировоззрением, основанным на их собственных предпочтениях и предубеждениях.
В 2015 году исследователи из Facebook опубликовали исследование, в котором указывалось, что алгоритм Facebook способствует созданию эхо-камеры среди пользователей, периодически скрывая из индивидуальных лент контент, с которым пользователи потенциально не согласны: например, алгоритм удалял каждый 13-й разнообразный контент из новостных источников для самоидентифицированных либералов. В целом, результаты исследования показали, что система ранжирования алгоритма Facebook привела к тому, что в лентах пользователей стало примерно на 15 % меньше разнообразного материала, а также на 70 % снизился показатель кликов по разнообразному материалу. В 2018 году социальный психолог Джонатан Хайдт и президент FIRE Грег Лукьянофф в книге «Кодирование американского разума» утверждали, что пузыри фильтров, создаваемые алгоритмом новостной ленты Facebook и других платформ, являются одним из основных факторов, усиливающих политическую поляризацию в США с 2000 года (когда в большинстве американских домохозяйств впервые появился хотя бы один персональный компьютер, а в следующем году — доступ в Интернет).
В своих «Размышлениях о революции во Франции» (1790) философ Эдмунд Бёрк заметил: «Мы боимся ставить людей жить и торговать каждый на свой личный запас разума; потому что мы подозреваем, что этот запас у каждого человека невелик, и что индивидуумам лучше воспользоваться общим банком и капиталом наций и веков». В книге «Сигнал и шум» (2012) статистик Нейт Сильвер отметил, что, по оценкам IBM, в мире ежедневно генерируется 2,5 квинтиллиона байт данных (более 90 процентов из которых было создано за предыдущие два года), и что рост объёма данных аналогичен росту производства книг вследствие изобретения Иоганном Гутенбергом печатного станка в 1440 году, а также влиянию роста производства книг на Реформацию, Контрреформацию и европейские религиозные войны.
Ссылаясь на Берка, Джонатан Хайдт и Тобиас Роуз-Стоквелл предположили в The Atlantic в декабре 2019 года, что поскольку доля большей части информации, которую поколение Z получает благодаря регулярному использованию социальных сетей, — это информация, созданная в основном в течение последнего месяца (например, видео с кошками, бульварные сплетни о знаменитостях, сенсационные горячие новости), а не информация, созданная за десятилетия или столетия, представители поколения Z меньше знакомы с накопленными знаниями и мудростью человечества (например, великими идеями, великими книгами, историей), чем прошлые поколения, и, как следствие, более склонны принимать ошибочные идеи, которые приносят им уважение и престиж в их непосредственной социальной сети (отмечая, что поколение Z в меньшей степени знакомо с великими идеями, великими книгами, историей). например, великие идеи, великие книги, история), чем поколения прошлого, и, как следствие, более склонны принимать ошибочные идеи, которые приносят им большее уважение и престиж в их непосредственной социальной сети (отмечая снижение веры поколения Z в демократию по всему идеологическому спектру в данных опросов наряду с возобновлением интереса к социализму, коммунизму и нацизму, что отражает незнание истории 20-го века).
Facebook имеет, по крайней мере, в политической сфере, обратный эффект на информированность: в двух исследованиях из США с общим числом участников более 2000 человек изучалось влияние социальных сетей на общие знания по политическим вопросам в контексте двух президентских выборов в США. Результаты показали, что частота использования Facebook была умеренно негативно связана с общими политическими знаниями. Это также наблюдалось при учёте демографических, политико-идеологических переменных и предыдущих политических знаний. Согласно последним, прослеживается причинно-следственная связь: чем выше частота использования Facebook, тем больше снижаются общие политические знания. В 2019 году Джонатан Хайдт утверждал, что существует «очень большая вероятность того, что американская демократия потерпит крах, что в ближайшие 30 лет нас ждёт катастрофический крах нашей демократии». После нападения на Капитолий США в 2021 году, в феврале 2021 года, Facebook объявил, что сократит количество политического контента в новостных лентах пользователей.

### Другие психологические эффекты
По признанию многих учащихся, они сталкивались с издевательствами на сайте, что приводит к психологическому ущербу. Учащиеся старших классов ежедневно сталкиваются с возможностью травли и другими негативными формами поведения через Facebook. Многие исследования пытались выяснить, положительно или отрицательно влияет Facebook на социальную жизнь детей и подростков, и многие из них пришли к выводу, что существуют явные социальные проблемы, возникающие при использовании Facebook. Британский невролог Сьюзан Гринфилд выступила в защиту проблем, с которыми дети сталкиваются на сайтах социальных сетей. Она заявила, что они могут перепрограммировать мозг, что вызвало некоторую истерию по поводу того, безопасны ли сайты социальных сетей. Она не подкрепила свои утверждения исследованиями, но это стало причиной проведения довольно большого количества исследований на эту тему. Когда это «я» затем разрушается другими людьми путём злословия, критики, преследования, криминализации или очернения, запугивания, демонизации, деморализации, принижения или нападения на кого-то на сайте, это может вызвать зависть, гнев или депрессию.
Шерри Тёркл в своей книге Alone Together: Why We Expect More from Technology and Less from Each Other, утверждает, что социальные медиа одновременно сближают и отдаляют людей друг от друга. Один из главных тезисов, который она делает, заключается в том, что существует большой риск относиться к людям, находящимся в сети, как к объектам. Хотя люди общаются в Facebook, их ожидания друг от друга, как правило, снижаются. По мнению Тёркл, это может вызвать чувство одиночества, несмотря на то, что они находятся вместе.
В период с 2016 по 2018 год число подростков в возрасте от 12 до 15 лет, которые сообщили, что подвергались травле в социальных сетях, выросло с 6 % до 11 % в регионе, охваченном Ofcom[нужен лучший источник].

### Эксперименты по влиянию на пользователей
Исследователи из академических кругов и Facebook сотрудничали с целью проверить, могут ли сообщения, которые люди видят на Facebook, повлиять на их поведение. Например, в эксперименте «A 61-Million-Person Experiment in Social Influence And Political Mobilization» во время выборов 2010 года пользователям Facebook была предоставлена возможность «рассказать друзьям, что вы проголосовали», нажав на кнопку «Я проголосовал». Пользователи на 2 % чаще нажимали на кнопку, если она была связана с друзьями, которые уже проголосовали.
Гораздо более спорным является исследование 2014 года «Заражение эмоциями через социальные сети», в котором манипулировали балансом позитивных и негативных сообщений, увиденных 689 000 пользователей Facebook. Исследователи пришли к выводу, что они нашли «некоторые из первых экспериментальных доказательств в поддержку спорных утверждений о том, что эмоции могут распространяться по сети, [хотя] размер эффекта от манипуляций невелик».
В отличие от исследования «Я проголосовал», которое имело предположительно положительные результаты и не вызвало особых опасений, это исследование подверглось критике как за этику, так и за методы/требования. Когда споры вокруг исследования усилились, Адам Крамер, ведущий автор обоих исследований и член команды по работе с данными Facebook, выступил в защиту работы в обновлённом сообщении на Facebook. Несколько дней спустя Шерил Сандбург, главный операционный директор Facebook, сделала заявление, находясь в зарубежной поездке. На мероприятии Индийской торговой палаты в Нью-Дели она заявила, что «это было частью текущих исследований, которые компании проводят для тестирования различных продуктов, и это было именно так. Это было плохо передано, и за это мы приносим свои извинения. Мы никогда не хотели вас расстроить».
Вскоре после этого, 3 июля 2014 года, USA Today сообщила, что группа по защите частной жизни Electronic Privacy Information Center (EPIC) подала официальную жалобу в Федеральную торговую комиссию, утверждая, что Facebook нарушил закон, когда провёл исследование эмоций своих пользователей без их ведома или согласия. В своей жалобе EPIC утверждает, что Facebook обманул пользователей, тайно проведя психологический эксперимент на их эмоциях: «Во время проведения эксперимента Facebook не указал в Политике использования данных, что данные пользователей будут использоваться в исследовательских целях. Facebook также не сообщил пользователям, что их личная информация будет передана исследователям».
Помимо этических проблем, другие учёные критиковали методы и освещение результатов исследования. Джон Грохол, пишущий для Psych Central, утверждает, что, несмотря на название и заявления об «эмоциональном заражении», это исследование вообще не рассматривало эмоции. Вместо этого авторы использовали приложение (под названием «Linguistic Inquiry and Word Count» или LIWC 2007), которое просто подсчитывало положительные и отрицательные слова, чтобы сделать вывод о настроениях пользователей. Он написал, что недостатком инструмента LIWC является то, что он не понимает отрицания. Следовательно, твит «Я недоволен» будет оценён как положительный: «Поскольку LIWC 2007 игнорирует эти тонкие реалии неформального человеческого общения, то и исследователи тоже». Грохол заключил, что, учитывая эти тонкости, размер эффекта, полученного в результате исследования, не более чем «статистический всплеск».
Крамер и др. (2014) обнаружили снижение количества негативных слов в обновлениях статуса людей на 0,07 % — это не 7 %, это 1/15 часть одного процента!!! — при уменьшении количества негативных сообщений в новостной ленте Facebook. Знаете ли вы, сколько слов вам придется прочитать или написать, прежде чем вы напишете на одно негативное слово меньше из-за этого эффекта? Вероятно, тысячи.
Последствия этого спора пока не определены (будь то FTC или судебные разбирательства), но он вызвал «Редакционное выражение озабоченности» со стороны издателя, Proceedings of the National Academy of Sciences, а также сообщение в блоге OkCupid под названием «Мы экспериментируем на людях!». В сентябре 2014 года профессор права Джеймс Гриммельманн утверждал, что действия обеих компаний были «незаконными, аморальными и изменяющими настроение», и подал уведомления Генеральному прокурору штата Мэриленд и Корнелльскому совету по институциональному надзору.
В Великобритании исследование также подверглось критике со стороны Британского психологического общества, которое в письме в The Guardian заявило: «Несомненно, был нанесён определённый вред, причём многие люди пострадали от повышенного уровня негативных эмоций, что привело к потенциальным экономическим затратам, увеличению возможных проблем с психическим здоровьем и нагрузке на медицинские службы. Так называемые „позитивные“ манипуляции также потенциально вредны».

## Уклонение от уплаты налогов
Facebook использует сложную серию подставных компаний в налоговых гаванях, чтобы избежать уплаты миллиардов долларов налога на прибыль. Согласно The Express Tribune, Facebook входит в число корпораций, которые «избежали миллиардов долларов налогов с помощью оффшорных компаний». Например, Facebook направляет миллиарды долларов прибыли, используя схемы уклонения от уплаты налогов Double Irish и Dutch Sandwich, на банковские счета на Каймановых островах. Голландская газета NRC Handelsblad на основании опубликованных в конце 2017 года документов Paradise Papers сделала вывод, что Facebook «практически не платит налоги» по всему миру.
Например, компания Facebook заплатила:
- В 2011 году £2,9 млн налога на £840 млн прибыли в Великобритании;
- В 2012 и 2013 годах налог в Великобритании отсутствовал;
- В 2014 году £4 327 налога на сотни миллионов фунтов прибыли в Великобритании, которые были переведены в налоговые гавани.[166]

По данным экономиста и члена делегации PvdA в Прогрессивном альянсе социалистов и демократов в Европарламенте (S&D) Пола Танга, с 2013 по 2015 год ЕС потерял от Facebook примерно 1 453 млн евро — 2 415 млн евро. Если сравнивать с другими странами за пределами ЕС, то в ЕС Facebook облагается налогом в размере от 0,03 % до 0,1 % от выручки (около 6 % от EBT), в то время как в странах за пределами ЕС эта ставка составляет около 28 %. Даже если бы в этот период применялась ставка от 2 % до 5 % — как предлагал Совет ЭКОФИН — мошенничество Facebook с этой ставкой означало бы потери для ЕС от 327 млн до 817 млн евро.
|               |      | Выручка (млн евро) | Выручка (млн евро) | Выручка (млн евро) | Прибыль от продаж (млн евро) | Прибыль от продаж (млн евро) | Прибыль от продаж (млн евро) | Налог (млн евро) | Налог (млн евро) | Налог (млн евро) | Налог / Прибыль | Налог / Прибыль | Налог / Прибыль | Налог / Доход | Налог / Доход | Налог / Доход |
| Всего         | ЕС   | Остальной мир      | Всего              | ЕС                 | Остальной мир                | Всего                        | ЕС                           | Остальной мир    | Всего            | ЕС               | Остальной мир   | Всего           | ЕС              | Остальной мир |               |               |
| ------------- | ---- | ------------------ | ------------------ | ------------------ | ---------------------------- | ---------------------------- | ---------------------------- | ---------------- | ---------------- | ---------------- | --------------- | --------------- | --------------- | ------------- | ------------- | ------------- |
| Facebook Inc. | 2013 | 5720               | 3069               | 2651               | 2001                         | (4)                          | 2005                         | 911              | 3                | 908              | 46 %            | н.д.            | 45 %            | 15,93 %       | 0,10 %        | 34,25 %       |
|               | 2014 | 10 299             | 5017               | 5282               | 4057                         | (20)                         | 4077                         | 1628             | 5                | 1623             | 40 %            | н.д.            | 40 %            | 15,81 %       | 0,09 %        | 30,73 %       |
|               | 2015 | 16 410             | 8253               | 8157               | 5670                         | (43)                         | 5627                         | 2294             | 3                | 2291             | 40 %            | 6 %             | 41 %            | 13,98 %       | 0,03 %        | 28,09 %       |

6 июля 2016 года Министерство юстиции США подало ходатайство в Окружной суд США в Сан-Франциско с просьбой выдать судебный приказ об исполнении административного вызова, выданного компании Facebook, Inc. в соответствии с разделом 7602 Налогового кодекса США в связи с проверкой Налоговой службой США налоговой декларации Facebook за 2010 год.
В ноябре 2017 года газета Irish Independent сообщила, что за 2016 финансовый год Facebook заплатила 30 млн евро ирландского корпоративного налога с 12,6 млрд евро доходов, которые были направлены через Ирландию, что даёт эффективную ставку налога в Ирландии менее 1 %. 12,6 млрд евро доходов Facebook за 2016 год, направленных через Ирландию, составили почти половину глобальных доходов Facebook. В апреле 2018 года агентство Reuters написало, что все счета Facebook за пределами США юридически находились в Ирландии для целей налогообложения, но были перенесены в связи с принятием в мае 2018 года правил GDPR ЕС.
В ноябре 2018 года газета Irish Times сообщила, что Facebook направила через Ирландию более 18,7 млрд евро доходов (почти половину всех мировых доходов), с которых заплатила 38 млн евро ирландского корпоративного налога.

## Обращение с сотрудниками и подрядчиками

### Модераторы
Facebook нанимает некоторых сотрудников через подрядчиков, включая Accenture, Arvato, Cognizant, CPL Resources и Genpact, для работы в качестве модераторов контента, проверяющих потенциально проблемный контент, размещенный как в Facebook, так и в Instagram. Многие из этих подрядчиков сталкиваются с нереалистичными ожиданиями, тяжёлыми условиями труда и постоянным воздействием тревожного контента, включая графическое насилие, жестокое обращение с животными и детскую порнографию. Работа по контракту зависит от достижения и поддержания оценки в 98 баллов по 100-балльной шкале по показателю, известному как «точность». Снижение оценки ниже 98 баллов может привести к увольнению. Некоторые сообщили о посттравматическом стрессовом расстройстве (ПТСР), вызванном отсутствием доступа к консультациям в сочетании с неумолимыми ожиданиями и жестоким контентом, который им поручено просматривать.
У модератора контента Кита Атли, работавшего в компании Cognizant, в марте 2018 года во время работы случился сердечный приступ; в офисе не было дефибриллятора, и Атли доставили в больницу, где он скончался. Селена Скола, сотрудница подрядчика Pro Unlimited, Inc., подала в суд на своего работодателя после того, как у неё развилось посттравматическое стрессовое расстройство в результате «постоянного и беспрепятственного воздействия высокотоксичных и крайне тревожных изображений на рабочем месте». В декабре 2019 года бывший сотрудник компании Cpl Крис Грей начал судебный процесс в Высоком суде Ирландии, требуя возмещения ущерба за посттравматическое стрессовое расстройство, полученное в качестве модератора, и это первое из примерно 20 с лишним рассматриваемых дел. В феврале 2020 года сотрудники из Тампы, штат Флорида, подали иск против Facebook и Cognizant, утверждая, что у них развилось посттравматическое стрессовое расстройство и связанные с ним нарушения психического здоровья в результате постоянного и беспрепятственного воздействия тревожного контента.
В феврале 2020 года комиссары Европейского союза раскритиковали планы Facebook в отношении условий труда тех, кто по контракту занимается модерацией контента на платформе социальных сетей.
12 мая 2020 года Facebook согласилась урегулировать групповой иск на сумму 52 миллиона долларов, что включало выплату 1000 долларов каждому из 11 250 модераторов в группе, а также дополнительную компенсацию на лечение посттравматического стрессового расстройства и других заболеваний, возникших в результате работы.

### Сотрудники
Планы по строительству принадлежащей Facebook недвижимости под названием «Willow Village» подверглись критике за сходство с «корпоративным городом», который часто ущемляет права жителей и поощряет или заставляет сотрудников оставаться в среде, созданной и контролируемой их работодателем в нерабочее время. Критики называли проект «Цуктауном» и «Фейсбуквиллем», а компания подверглась дополнительной критике за то, какое влияние он окажет на существующие сообщества в Калифорнии.
Операционный менеджер в Facebook по состоянию на март 2021 года, а также три бывших кандидата при приёме на работу в Facebook пожаловались в EEOC на расовую предвзятость, практикуемую в компании по отношению к темнокожим людям. Нынешний сотрудник Оскар Венесзи-младший обвинил компанию в проведении субъективных оценок и навязывании идеи расовых стереотипов. EEOC назвала эту практику «системной» расовой предвзятостью и начала расследование.

## Вводящие в заблуждение кампании против конкурентов
В мае 2011 года журналистам и блогерам были разосланы электронные письма с критическими утверждениями о политике конфиденциальности Google. Однако позже выяснилось, что антигугловская кампания, проведённая PR-гигантом Burson-Marsteller, была оплачена Facebook, что CNN назвал «мошенничеством нового уровня», а Daily Beast — «неуклюжей клеветой». Взяв на себя ответственность за кампанию, компания Burson-Marsteller заявила, что ей не следовало соглашаться держать в секрете личность своего клиента (Facebook). «Каким бы ни было обоснование, это вовсе не было стандартной операционной процедурой и противоречит нашей политике, и от задания на таких условиях следовало отказаться», — заявила компания.
В декабре 2020 года компания Apple Inc. объявила о введении мер по борьбе с трекингом (политика отслеживания по собственному желанию) в своих сервисах App Store. Facebook быстро отреагировал и начал критиковать инициативу, заявив, что изменения в политике конфиденциальности, направленные против отслеживания, будут иметь «вредное воздействие на многие малые предприятия, которые изо всех сил пытаются удержаться на плаву, и на свободный интернет, на который мы все полагаемся больше, чем когда-либо». Facebook также запустил так называемую страницу «Speak Up For Small Businesses». Apple в своём ответе заявила, что «пользователи должны знать, когда их данные собираются и передаются другим приложениям и веб-сайтам, и у них должен быть выбор, разрешать это или нет». Apple также поддержал Electronic Frontier Foundation (EFF), который заявил, что «Facebook в данном случае рекламирует себя как защиту малого бизнеса, и это не может быть дальше от истины».
В марте 2022 года газета The Washington Post сообщила, что Facebook сотрудничал с республиканской консалтинговой фирмой Targeted Victory для организации кампании по нанесению ущерба общественной репутации конкурента TikTok.

## Копирование продуктов и функций конкурентов
Помимо приобретения конкурентов в социальной сфере и сфере обмена сообщениями с большим потенциалом, Facebook часто просто копирует продукты или функции, чтобы быстрее выйти на рынок. Внутренние электронные письма показали, что руководство Facebook, включая Марка Цукерберга, было разочаровано тем, сколько времени компания тратит на создание прототипов, и предложило изучить возможность копирования целых продуктов, таких как Pinterest. «Копирование быстрее, чем инновации», — признался один из сотрудников в потоке внутренней электронной почты, который продолжил: «Если бы вы отдали приказ сверху вперёд, скопировать, например, Pinterest или динамику игр на Foursquare… Я уверен, что [очень маленькая] команда из инженеров, [менеджера по продуктам] и дизайнера сделала бы это очень быстро».
Многие сотрудники Facebook, похоже, сомневаются в подходе Facebook к клонированию конкурентов. Согласно утечкам, одним из самых часто задаваемых вопросов на внутренних собраниях Facebook был следующий: «Каким будет наш следующий большой продукт, который не будет имитировать уже существующие на рынке продукты?».

### Snapchat
В июне 2014 года Facebook запустил Slingshot, приложение для отправки эфемерных фотографий, как это делает Snapchat. В августе 2016 года компания выпустила приложение Facebook Stories, которое является копией самой популярной функции Snapchat.

### TikTok
В августе 2020 года Facebook создал Facebook Reels, функцию, которая функционировала и выглядела аналогично TikTok.

### Pinterest
В течение нескольких месяцев Facebook экспериментировал с приложением под названием Hobbi, которое многое взяло от Pinterest.

### Clubhouse
Летом 2021 года Facebook начал внедрять Live Audio Rooms, которые напоминают Clubhouse.

## Контент
Facebook подвергается критике за удаление или разрешение различного содержания постов, фотографий и целых групп и профилей.

## Техническая часть

### Споры и компромисс в отношении политики реальных имён
Facebook придерживается политики системы реальных имён для профилей пользователей. Политика реального имени обусловлена тем, что «таким образом, вы всегда знаете, с кем вы общаетесь. Это помогает сохранить безопасность нашего сообщества». Система реальных имён не допускает использования вымышленных имён или псевдонимов, и при её применении учётные записи законных пользователей приостанавливаются до тех пор, пока пользователь не предоставит идентификационные данные, указывающие на имя. Представители Facebook назвали эти инциденты очень редкими. Один из пользователей взял на себя ответственность через анонимное приложение Secret для Android и iOS за сообщение о «фальшивых именах», которые привели к приостановке работы профилей пользователей, в частности, речь шла о сценических именах драг-квинс. 1 октября 2014 года Крис Кокс, главный директор по продуктам Facebook, принёс извинения: «За две недели, прошедшие с момента возникновения проблем с политикой использования реальных имён, у нас была возможность услышать от многих из вас в этих сообществах и понять политику более чётко, поскольку вы с ней сталкиваетесь. Мы также поняли, насколько это было болезненно. Мы обязаны предоставить вам лучший сервис и лучший опыт использования Facebook, и мы собираемся исправить то, как проводится эта политика, чтобы все, кого она затронула, могли вернуться к использованию Facebook, как раньше».
15 декабря 2015 года Facebook объявил в пресс-релизе о том, что после протестов со стороны таких групп, как сообщество геев/лесбиянок и жертв насилия, будет предложен компромиссный вариант политики использования настоящих имен. Сайт разрабатывает протокол, который позволит пользователям предоставлять конкретные сведения об их «особых обстоятельствах» или «уникальной ситуации» с просьбой использовать псевдонимы при условии проверки их подлинной личности. На тот момент этот протокол уже тестировался в США. Менеджер по продукции Тодд Гейдж и вице-президент по глобальным операциям Джастин Ософски также пообещали новый метод сокращения числа пользователей, которые должны проходить проверку личности, обеспечивая при этом безопасность других пользователей Facebook. Процедура сообщения о фальшивых именах также будет изменена, что заставит каждого, кто делает такое заявление, предоставить конкретные данные, которые будут расследованы, и даст обвиняемому время, чтобы оспорить обвинение.

### Удаление статусов пользователей
Поступают жалобы на ошибочное или намеренное удаление статусов пользователей за якобы нарушение правил размещения Facebook. Особенно для неанглоязычных авторов, Facebook не имеет надлежащей системы поддержки, чтобы действительно прочитать содержание и принять решение. Иногда содержание статуса не содержало «оскорбительных» или порочащих выражений, но, тем не менее, он был удалён на основании того, что группа людей тайно сообщила о нём как об «оскорбительном». Для других языков, кроме английского, Facebook до сих пор не может определить групповой подход, который используется для очернения гуманитарного активизма. В другом случае Facebook пришлось извиняться после того, как он удалил пост группы свободного слова о нарушении прав человека в Сирии. В этом случае представитель Facebook заявил, что пост был «ошибочно» удалён членом команды модераторов, которая получает большое количество запросов на удаление.

### Создание условий для домогательств
Facebook ввёл политику, согласно которой сообщество пользователей Facebook теперь само контролирует свою деятельность.[когда?] Некоторые пользователи жаловались, что эта политика позволяет Facebook наделять злоупотребляющих пользователей правом преследовать их, позволяя им отправлять сообщения о том, что даже доброжелательные комментарии и фотографии являются «оскорбительными» или «нарушающими права и обязанности Facebook», и что достаточное количество таких сообщений приводит к тому, что пользователь, которого преследуют таким образом, блокирует свой аккаунт на заранее определённое количество дней или недель, или даже полностью деактивирует его.
Директор по политике Facebook в Великобритании Саймон Милнер сказал журналу Wired: «После того, как контент был просмотрен, оценён и признан нормальным, (Facebook) будет игнорировать дальнейшие сообщения о нём».

### Отсутствие поддержки клиентов
В Facebook отсутствует какая-либо форма живой поддержки клиентов, кроме страниц поддержки «сообщества» и FAQ, которые предлагают только общие советы по устранению неполадок, что часто делает невозможным решение вопросов, требующих услуг администратора или не описанных в FAQ. Автоматическая система электронной почты, используемая при заполнении формы поддержки, часто направляет пользователей обратно в центр помощи или на страницы, которые устарели и недоступны, оставляя пользователей в тупике без дальнейшей поддержки. Человек, потерявший доступ к Facebook или не имеющий аккаунта, не имеет возможности связаться с компанией напрямую.

### Простои и отключения
У Facebook было несколько сбоев и простоев, достаточно серьёзных, чтобы привлечь внимание СМИ. В 2007 году в результате сбоя в работе сайта была обнаружена брешь в системе безопасности, которая позволила некоторым пользователям читать личную почту других пользователей. В 2008 году сайт был недоступен в течение суток из многих мест во многих странах. Несмотря на эти случаи, отчёт, опубликованный компанией Pingdom, показал, что в 2008 году у Facebook было меньше простоев, чем у большинства сайтов социальных сетей. 16 сентября 2009 года у Facebook начались серьёзные проблемы с загрузкой, когда люди входили в систему. Это произошло из-за того, что группа хакеров намеренно пыталась заглушить политического оратора, у которого были проблемы с социальными сетями, из-за того, что он постоянно выступал против результатов выборов в Иране. Всего через два дня, 18 сентября, Facebook снова вышел из строя.
В октябре 2009 года неопределённое количество пользователей Facebook не могли получить доступ к своим аккаунтам в течение более трёх недель.
В понедельник, 4 октября 2021 года, Facebook и другие его приложения — Instagram, Whatsapp, Messenger, Oculus, а также менее известное Mapillary — столкнулись с многочасовым глобальным сбоем DNS. Перебои также затронули всех, кто использовал функцию «Войти с помощью Facebook» для доступа к сторонним сайтам. Перебои продолжались около пяти часов и пятнадцати минут, примерно с 15:50 UTC до 21:05 UTC, и затронули около трёх миллиардов пользователей. Перебой был вызван отзывом BGP всех IP-маршрутов к серверам доменных имён (DNS), которые в то время были размещены самостоятельно.

### Отслеживающие файлы cookie
Facebook подвергся серьёзной критике за «слежку» за пользователями, даже когда они выходят с сайта. Австралийский технолог Ник Кубрилович обнаружил, что когда пользователь выходит из Facebook, куки-файлы от этого входа всё ещё хранятся в браузере, что позволяет Facebook отслеживать пользователей на сайтах, включающих «социальные виджеты», распространяемые социальной сетью. Facebook опроверг эти утверждения, заявив, что он «не заинтересован» в отслеживании пользователей или их активности. После обнаружения куки-файлов они также пообещали, что удалят их, заявив, что больше не будут размещать их на сайте. Группа пользователей в США подала в суд на Facebook за нарушение законов о конфиденциальности.
С декабря 2015 года в соответствии с постановлением суда о нарушении Директивы Европейского Союза о конфиденциальности и электронных коммуникациях, которая требует от пользователей согласия на отслеживание и хранение данных веб-сайтами, Facebook больше не позволяет пользователям в Бельгии просматривать любой контент на сервисе, даже публичные страницы, без регистрации и входа в систему.

### Изменение адреса электронной почты
В июне 2012 года Facebook удалил все существующие адреса электронной почты из профилей пользователей и добавил новый адрес электронной почты @facebook.com. Facebook утверждал, что это было сделано в рамках добавления «новой настройки, которая даёт людям возможность самим решать, какие адреса они хотят показывать в своей ленте новостей». Однако эта настройка была излишней по сравнению с существующей настройкой конфиденциальности «Только я», которая уже была доступна для скрытия адресов в ленте новостей. Пользователи жаловались, что изменение было излишним, что им не нужен адрес электронной почты @facebook.com, и что они не получили адекватного уведомления о том, что их профили были изменены. Изменение адреса электронной почты было синхронизировано с телефонами из-за ошибки в программном обеспечении, в результате чего существующие данные об адресах электронной почты были удалены. Служба электронной почты facebook.com была упразднена в феврале 2014 года.

### Ошибка проверки безопасности
27 марта 2016 года, после взрыва в Лахоре, Пакистан, Facebook активировал функцию «Проверка безопасности», которая позволяет людям сообщить друзьям и близким, что с ними все в порядке после кризиса или стихийного бедствия, людям, которые никогда не были в опасности и даже близко к месту взрыва в Пакистане. Некоторые пользователи из США, Великобритании и Египта получили уведомления с вопросом, все ли с ними в порядке.

### Сквозное шифрование
В феврале 2021 года Национальное агентство по борьбе с преступностью Великобритании выразило опасения, что установка методов сквозного шифрования приведёт к тому, что распространение детской порнографии останется незамеченным. Представители Facebook ранее заявили комитету парламента Великобритании, что использование этих более сильных методов шифрования облегчит педофилам обмен детской порнографией в сетях Facebook. По оценкам базирующегося в США Национального центра помощи пропавшим и эксплуатируемым детям, около 70 % сообщений правоохранительным органам о распространении детской порнографии в Facebook будут потеряны в результате внедрения сквозного шифрования.
В мае 2021 года Facebook подвергся нападкам со стороны Кена МакКаллума, генерального директора MI5, за свои планы по внедрению сквозного шифрования в сервисы Messenger и Instagram. МакКаллум заявил, что внедрение таких методов шифрования не позволит спецслужбам просматривать сообщения, связанные с текущими террористическими заговорами, и что внедрение сквозного шифрования заблокирует активные контртеррористические расследования.

## Запросы третьих сторон к Facebook

### Государственная цензура
Несколько стран запретили доступ к Facebook, включая Сирию, Китай, и Иран. В 2010 году Управление по надзору за защитой данных, отделение правительства острова Мэн, получило так много жалоб на Facebook, что посчитало необходимым выпустить буклет «Руководство по Facebook» (доступен онлайн в формате PDF), в котором приводились (среди прочего) правила и рекомендации Facebook и был указан неуловимый номер телефона Facebook. Однако, позвонив по этому номеру, выяснилось, что он не предоставляет никакой телефонной поддержки пользователям Facebook, а лишь воспроизводит записанное сообщение, в котором советует звонящим ознакомиться со справочной информацией Facebook в Интернете.
В 2010 году Facebook, как сообщается, разрешил нежелательную страницу, которая, по мнению Форума исламских юристов (ILF), была антимусульманской. ILF подал петицию в Высокий суд Лахора в Пакистане. 18 мая 2010 года судья Иджаз Ахмад Чодри приказал Управлению телекоммуникаций Пакистана заблокировать доступ к Facebook до 31 мая. Оскорбительная страница вызвала уличные демонстрации в мусульманских странах из-за визуального изображения пророка Мухаммеда, которое мусульмане считают кощунственным. Пресс-секретарь заявил, что Пакистанское управление телекоммуникаций приступит к выполнению запрета, как только Министерство информации и технологий издаст соответствующий приказ. «Мы выполним приказ, как только получим инструкции», — сказал Хуррам Мехран агентству AFP. «Мы уже заблокировали URL-ссылку и вчера разослали инструкции интернет-провайдерам», — добавил он. Рай Башир сказал AFP, что «мы подали петицию в связи с широко распространённым в мусульманской общине недовольством содержанием Facebook». В петиции содержится призыв к правительству Пакистана выразить решительный протест владельцам Facebook, добавил он. Башир сказал, что сотрудник ОТА сказал судье, что его организация заблокировала страницу, но суд постановил полностью запретить сайт. Люди вышли на демонстрацию у здания суда в восточном городе Лахор, Пакистан, с плакатами, осуждающими Facebook. Протесты в Пакистане приняли более широкий масштаб после запрета и широкого распространения информации об этой предосудительной странице. Запрет был снят 31 мая после того, как Facebook заверил Высокий суд Лахора, что устранит спорные вопросы.
В 2011 году в суд Пакистана было подано прошение о наложении постоянного запрета на Facebook за размещение страницы под названием «2-й ежегодный день рисования Мухаммеда 20 мая 2011 года».

### Организации, блокирующие доступ
Сотрудники правительства Онтарио, федеральные государственные служащие, члены парламента и министры кабинета министров были лишены доступа к Facebook на правительственных компьютерах в мае 2007 года. Когда сотрудники попытались получить доступ к Facebook, появилось предупреждение: «Интернет-сайт, который вы запросили, был признан неприемлемым для использования в государственных деловых целях». Это предупреждение также появляется, когда сотрудники пытаются зайти на YouTube, MySpace, сайты азартных игр или порнографические сайты. Однако сотрудники-новаторы нашли способы обойти такие протоколы, и многие утверждают, что используют сайт в политических или рабочих целях.
Ряд местных органов власти, в том числе в Великобритании и Финляндии ввели ограничения на использование Facebook на рабочем месте в связи с возникающей технической нагрузкой. Другие правительственные учреждения, такие как Корпус морской пехоты США, ввели аналогичные ограничения. Ряд больниц в Финляндии также ограничил использование Facebook, ссылаясь на проблемы конфиденциальности.

### Школы, блокирующие доступ
Университет Нью-Мексико (UNM) в октябре 2005 года заблокировал доступ к Facebook с компьютеров и сетей кампуса UNM, ссылаясь на нежелательные электронные письма и аналогичный сайт под названием UNM Facebook. После того, как пользователь UNM вошёл в Facebook, находясь за пределами кампуса, сообщение от Facebook гласило: «Мы работаем с администрацией UNM над снятием блокировки и объяснили, что она была введена на основании ошибочной информации, но они ещё не обязались восстановить ваш доступ». UNM в своём сообщении студентам, которые пытались зайти на сайт из сети UNM, написала: «Этот сайт временно недоступен, пока UNM и владельцы сайта решают процедурные вопросы. Сайт нарушает Политику допустимого использования компьютеров МООН в части злоупотребления вычислительными ресурсами (например, рассылка спама, нарушение прав на товарные знаки и т. д.). Сайт заставляет использовать учётные данные UNM (например, NetID или адрес электронной почты) для бизнеса, не связанного с UNM». Однако после того, как Facebook создал зашифрованный логин и показал предупреждающее сообщение о том, что не следует использовать университетские пароли для доступа, UNM разблокировал доступ в следующем весеннем семестре.
22 июня 2006 года газета Columbus Dispatch сообщила, что спортивный директор Университета штата Кент планировал запретить использование Facebook спортсменами и дал им время до 1 августа, чтобы удалить свои аккаунты. 5 июля 2006 года газета Daily Kent Stater сообщила, что директор отменил своё решение после изучения настроек конфиденциальности Facebook. До тех пор, пока спортсмены следовали университетским правилам поведения в сети, они могли сохранять свои профили.

### Закрытые социальные сети
Несколько веб-сайтов, занимающихся социальными сетями, например Salesforce, критиковали недостаток информации, которую получают пользователи при обмене данными. Продвинутые пользователи не могут ограничить объём информации, к которой любой может получить доступ в их профилях, но Facebook поощряет обмен личной информацией в маркетинговых целях, что приводит к продвижению услуги с использованием личных данных пользователей, которые не полностью осознают это. Facebook раскрывает личные данные, не поддерживая открытые стандарты обмена данными. По мнению ряда сообществ и авторов, закрытые социальные сети, напротив, способствуют получению данных от других людей, не раскрывая при этом личной информации.
Openbook был создан в начале 2010 года как пародия на Facebook и критика его меняющихся протоколов управления конфиденциальностью.

### Unfollow Everything
Unfollow Everything — это расширение для браузера, созданное Луисом Барклаем, призванное помочь пользователям Facebook сократить время, проводимое на платформе, путём массового снятия лайков для уменьшения беспорядка в их новостной ленте. Расширение, а также его создатель были запрещены Facebook и подвергнуты юридическим предупреждениям.

## Лоббирование
Facebook является одним из крупнейших лоббистов среди технологических компаний; в 2020 году он был самым крупным лоббистом. В 2010 году она потратила на лоббирование более 80 миллионов долларов. Это финансирование может привести к ослаблению защиты частной жизни.
В декабре 2021 года в The Wall Street Journal появились новости, указывающие на лоббистские усилия Меты по расколу американских законодателей и «мутной воде» в Конгрессе, чтобы помешать регулированию после утечки информации в 2021 году. Команда лоббистов Facebook в Вашингтоне внушала законодателям-республиканцам, что разоблачитель «пытается помочь демократам», в то время как сотрудникам демократов говорили, что республиканцы «сосредоточились на решении компании запретить выражение поддержки Кайлу Риттенхаусу», сообщает The Wall Street Journal. Согласно статье, целью компании было «замутить воду, разделить законодателей по партийному признаку и предотвратить межпартийный альянс» против Facebook (теперь Meta) в Конгрессе.
В марте 2022 года газета Washington Post сообщила, что компания Meta наняла поддерживаемую республиканцами консалтинговую фирму Targeted Victory для координации лоббирования и негативного пиара против китайского видеоприложения TikTok через местные СМИ, включая одновременное продвижение корпоративных инициатив, проводимых Facebook.

## Спорные вопросы, связанные с условиями использования
Хотя Facebook первоначально внёс изменения в свои условия использования или условия предоставления услуг 4 февраля 2009 года, эти изменения оставались незамеченными до тех пор, пока Крис Уолтерс, блоггер блога The Consumerist, ориентированного на потребителей, не заметил изменения 15 февраля 2009 года. Уолтерс пожаловался, что изменения дают Facebook право «делать с вашим контентом все, что они захотят. Навсегда». Раздел, вызывающий наибольшие споры, — это пункт «Пользовательский контент, размещённый на сайте». До изменений это положение гласило:
Вы можете удалить свой Пользовательский контент с Сайта в любое время. Если вы решите удалить свой Пользовательский контент, срок действия лицензии, предоставленной выше, автоматически истечет, однако вы признаете, что Компания может сохранить архивные копии вашего Пользовательского контента.
"Предоставленная лицензия" относится к лицензии, которую Facebook имеет на «имя, подобие и изображение» человека для использования в рекламных акциях и внешней рекламе. В новых условиях использования удалена фраза, в которой говорится, что лицензия «автоматически истекает», если пользователь решил удалить контент. Благодаря исключению этой фразы лицензия Facebook распространяется на контент пользователей на вечные и безвозвратные годы после того, как контент был удалён.
Многие пользователи Facebook высказались против изменений в Условиях использования Facebook, что привело к дебатам о праве собственности на контент во всем Интернете. Информационный центр электронной конфиденциальности (EPIC) подготовил официальную жалобу в Федеральную торговую комиссию. Многие люди были разочарованы удалением спорного пункта. Пользователи Facebook, число которых превысило 38 000, присоединились к группе пользователей, выступающих против изменений, а ряд блогов и новостных сайтов написали об этом вопросе.
После того как об изменениях стало известно из записи в блоге Уолтерса, 16 февраля 2009 года Цукерберг в своём блоге обратился к вопросам, касающимся недавно внесённых изменений в условия использования Facebook. Цукерберг написал: «Наша философия заключается в том, что люди владеют своей информацией и контролируют, с кем они ею делятся». В дополнение к этому заявлению Цукерберг объяснил парадокс, возникающий, когда люди хотят поделиться своей информацией (номер телефона, фотографии, адрес электронной почты и т. д.) с общественностью, но в то же время хотят сохранить полный контроль над тем, кто имеет доступ к этой информации.
Чтобы успокоить критику, Facebook вернулась к своим первоначальным условиям использования. Однако 17 февраля 2009 года Цукерберг написал в своём блоге, что хотя Facebook вернулась к своим первоначальным условиям использования, она находится в процессе разработки новых условий для решения парадокса. Цукерберг заявил, что эти новые условия позволят пользователям Facebook «делиться своей информацией и контролировать её, и они будут написаны чётким языком, понятным каждому». Цукерберг пригласил пользователей присоединиться к группе под названием «Билль о правах и обязанностях Facebook», чтобы внести свой вклад и помочь сформировать новые условия.
26 февраля 2009 года Цукерберг опубликовал в блоге сообщение, в котором проинформировал пользователей о ходе разработки новых Условий использования. Он написал: «Мы решили, что нам нужно действовать по-другому, и поэтому мы собираемся разработать новые правила, которые будут управлять нашей системой с нуля открытым и прозрачным способом». Цукерберг представил два новых дополнения к Facebook: Принципы Facebook и Заявление о правах и обязанностях. Оба дополнения позволяют пользователям голосовать за изменения в условиях использования до их официального опубликования. Поскольку «Facebook всё ещё занимается внедрением новых и, следовательно, потенциально разрушительных технологий», объясняет Цукерберг, пользователям необходимо адаптироваться и ознакомиться с продуктами, прежде чем они смогут адекватно выразить свою поддержку.
Эта новая система голосования первоначально приветствовалась как шаг Facebook к более демократичной системе социальной сети. Однако новые термины подверглись резкой критике в докладе компьютерных учёных из Кембриджского университета, которые заявили, что демократический процесс, связанный с новыми терминами, является неискренним, и в новых терминах остаются значительные проблемы. Отчёт был одобрен Open Rights Group.
В декабре 2009 года EPIC и ряд других американских организаций по защите частной жизни подали ещё одну жалобу в Федеральную торговую комиссию (ФТК) на Условия предоставления услуг Facebook. В январе 2011 года EPIC подала последующую жалобу, в которой утверждалось, что новая политика Facebook по передаче домашнего адреса и информации о мобильном телефоне пользователей сторонним разработчикам «вводит в заблуждение и не обеспечивает пользователям чёткую защиту конфиденциальности», особенно детям до 18 лет. Facebook временно приостановил реализацию своей политики в феврале 2011 года, но в следующем месяце объявил, что «активно рассматривает возможность» восстановления политики в отношении третьих лиц.

## Взаимозаменяемость и переносимость данных
Facebook подвергся критике за то, что не предлагает пользователям функцию экспорта информации о своих друзьях, например, контактных данных, для использования в других сервисах или программном обеспечении. Неспособность пользователей экспортировать свой социальный граф в формате открытого стандарта способствует блокировке поставщиков и противоречит принципам переносимости данных. Автоматический сбор информации о пользователях без согласия Facebook нарушает его Заявление о правах и обязанностях, а попытки третьих лиц сделать это (например, веб-скрейпинг) привели к судебным разбирательствам, Power.com.
Facebook Connect критиковали за отсутствие совместимости с OpenID.

### Судебные иски по поводу конфиденциальности
Стратегия Facebook по получению дохода за счёт рекламы вызвала много споров среди пользователей, поскольку некоторые утверждают, что это «немного жутко… но в то же время гениально». Некоторые пользователи Facebook выражают обеспокоенность по поводу конфиденциальности, поскольку им не нравится, что Facebook продаёт информацию о пользователях третьим лицам. В 2012 году пользователи подали в суд на Facebook за использование их фотографий и информации в рекламе Facebook. Facebook собирает информацию о пользователях, отслеживая страницы, которые пользователи «лайкнули», и взаимодействие пользователей со своими контактами. Затем они создают ценность из собранных данных, продавая их. В 2009 году пользователи также подали иск в суд за вторжение Facebook в частную жизнь через систему Facebook Beacon. Команда Facebook считала, что с помощью системы маячков люди могут вдохновить своих друзей на покупку аналогичных товаров, однако пользователям не понравилась идея делиться определёнными онлайн-покупками со своими друзьями в Facebook. Пользователи были против того, чтобы Facebook вторгался в частную жизнь и делился этой частной информацией со всем миром. Пользователи Facebook стали более осведомлены о поведении Facebook в отношении пользовательской информации в 2009 году, когда Facebook запустил свои новые Условия обслуживания. В условиях обслуживания Facebook признаёт, что информация пользователя может быть использована для некоторых собственных целей Facebook, таких как распространение ссылок на размещённые вами изображения или для собственных рекламных роликов и объявлений.
Как утверждает Дийк в своей книге, «чем больше пользователи знают о том, что происходит с их личными данными, тем больше они склонны высказывать возражения». Это создало битву между Facebook и пользователями Facebook, описанную как «битва за контроль над информацией». Пользователи Facebook узнали о намерениях Facebook, и теперь люди видят, что Facebook «служит интересам компаний, а не своих пользователей». В ответ на то, что Facebook продаёт информацию о пользователях третьим лицам, обеспокоенные пользователи прибегли к методу «Обфускации». С помощью обфускации пользователи могут намеренно скрыть свою настоящую личность и предоставить Facebook ложную информацию, которая сделает собранные ими данные менее точными. Обфускация информации с помощью таких сайтов, как FaceCloak, позволила пользователям Facebook восстановить контроль над своей личной информацией.

## Обзор Better Business Bureau
По состоянию на декабрь 2010 года, Better Business Bureau присвоило Facebook рейтинг «A».
По состоянию на декабрь 2010 года, за 36 месяцев количество жалоб на Facebook, зарегистрированных в Better Business Bureau, составило 1136, включая 101 («Возврат полной суммы, как просил потребитель»), 868 («Согласие выполнить условия договора»), 1 («Отказ [sic] от корректировки, полагаясь на условия договора»), 20 («Не назначено»), 0 («Без ответа») и 136 («Отказ от корректировки»).

## Безопасность
Программное обеспечение Facebook оказалось уязвимым для likejacking. 28 июля 2010 года BBC сообщила, что консультант по безопасности Рон Боус использовал часть кода для сканирования профилей Facebook, чтобы собрать данные 100 миллионов профилей. Собранные данные не были скрыты настройками конфиденциальности пользователя. Затем Боус опубликовал этот список в Интернете. Этот список, который был выложен в общий доступ в виде загружаемого файла, содержит URL-адрес профиля каждого пользователя Facebook, имя и уникальный идентификатор. Боус заявил, что опубликовал данные, чтобы привлечь внимание к проблемам конфиденциальности, но Facebook утверждает, что это уже публичная информация.
В начале июня 2013 года газета The New York Times сообщила, что увеличение количества вредоносных ссылок, связанных с троянской программой Zeus, было выявлено Эриком Файнбергом, основателем правозащитной группы Fans Against Kounterfeit Enterprise (FAKE). Файнберг заявил, что ссылки присутствовали на популярных фан-страницах NFL в Facebook, и после общения с Facebook остался недоволен «постфактумным подходом» корпорации. Файнберг призвал к надзору, заявив: «Если вы действительно хотите кого-то взломать, то проще всего начать с поддельного профиля Facebook — это так просто и глупо».

### Вознаграждения за сообщения об уязвимостях
19 августа 2013 года стало известно, что пользователь Facebook из Палестинской автономии Халил Шреатех обнаружил ошибку, которая позволила ему размещать материалы на стенах Facebook других пользователей. Предполагается, что пользователи не могут размещать материалы на стенах других пользователей, если они не являются одобренными друзьями тех пользователей, которым они разместили материал. Чтобы доказать, что он говорит правду, Шреатех разместил материал на стене Сары Гудин, подруги генерального директора Facebook Марка Цукерберга. После этого Шреатех обратился в службу безопасности Facebook с доказательством того, что его ошибка реальна, и подробно объяснил, что происходит. У Facebook есть программа «баунти», в рамках которой компания выплачивает людям вознаграждение в размере более 500 долларов за то, что они сообщают об ошибках, а не используют их в своих интересах или продают на чёрном рынке. Однако, как сообщается, вместо того, чтобы исправить ошибку и выплатить Шреатеху вознаграждение, Facebook сначала сказал ему, что «это не ошибка», и уволил его. Затем Шреатех попытался сообщить об этом Facebook во второй раз, но его снова уволили. С третьей попытки Шреатех использовал ошибку, чтобы разместить сообщение на стене Марка Цукерберга, заявив: «Извините за нарушение конфиденциальности… но пару дней назад я нашёл серьёзный эксплойт для Facebook», и что команда безопасности Facebook не воспринимает его всерьёз. В течение нескольких минут инженер по безопасности связался с Шреатехом, расспросил его о том, как он совершил перемещение, и в конце концов признал, что это была ошибка в системе. Facebook временно приостановил работу аккаунта Шреатеха и через несколько дней исправил ошибку. Однако, в ответ на критику и неодобрение со стороны общественности, Facebook отказался выплатить Шретеху вознаграждение в размере 500+; вместо этого Facebook ответил, что, разместив сообщение на аккаунте Цукерберга, Шретех нарушил одно из условий предоставления услуг и поэтому «не может быть выплачен». Кроме того, команда Facebook выразила Шреатеху строгое порицание за его способ решения вопроса. В заключение они попросили Шреате продолжать помогать им находить ошибки.
22 августа 2013 года Yahoo News сообщил, что Марк Майффрет, главный технический директор фирмы по кибербезопасности BeyondTrust, побуждает хакеров помочь собрать награду в 10 000 долларов за Халила Шреатеха. 20 августа Майффрет заявил, что он уже собрал 9 000 долларов, включая 2 000 долларов, которые внёс он сам. Он и другие хакеры осудили Facebook за отказ Шреате в компенсации. Майфрет сказал: «Он сидит там в Палестине и проводит исследования на пятилетнем ноутбуке, который выглядит так, будто он наполовину сломан. Это то, что могло бы ему очень помочь». Представители Facebook ответили: «Мы не будем менять нашу практику отказа в выплате вознаграждения исследователям, которые проверяли уязвимости на реальных пользователях». Представители Facebook также заявили, что они выплатили более 1 миллиона долларов частным лицам, которые обнаружили ошибки в прошлом.

## Воздействие на окружающую среду
В 2010 году Приневиль, штат Орегон, был выбран в качестве места для нового центра обработки данных Facebook. Однако центр подвергся критике со стороны экологических групп, таких как Гринпис, поскольку компания PacifiCorp, с которой заключён контракт на строительство центра, вырабатывает 60 % электроэнергии из угля. В сентябре 2010 года Facebook получил письмо от Greenpeace с полумиллионом подписей, в котором компания просила прекратить сотрудничество с угольной электроэнергией.
21 апреля 2011 года Гринпис опубликовал отчёт, в котором было показано, что из десяти крупнейших брендов в сфере облачных вычислений Facebook больше всех полагается на уголь в качестве электроэнергии для своих центров обработки данных. В то время центры обработки данных потребляли до 2 % всей мировой электроэнергии, и прогнозировалось, что это количество будет расти. Фил Рэдфорд из Гринпис сказал: «Мы обеспокоены тем, что этот новый взрыв в использовании электроэнергии может привести к тому, что мы будем вынуждены использовать старые, загрязняющие окружающую среду источники энергии вместо чистой энергии, доступной сегодня».
15 декабря 2011 года Гринпис и Facebook совместно объявили о том, что Facebook перейдёт на использование чистой и возобновляемой энергии для обеспечения собственной деятельности. Марси Скотт Линн, руководитель программы устойчивого развития Facebook, заявила, что компания с нетерпением ждёт «дня, когда наши основные источники энергии будут чистыми и возобновляемыми», и что компания «работает с Гринпис и другими организациями, чтобы помочь приблизить этот день».

## Реклама

### Мошенничество с кликами
В июле 2012 года стартап Limited Run заявил, что 80 % его кликов на Facebook поступают от ботов. Соучредитель Limited Run Том Манго рассказал TechCrunch, что они «провели примерно месяц, тестируя это» с помощью шести сервисов веб-аналитики, включая Google Analytics и собственное программное обеспечение. Мошенничество с кликами (причина утверждения) Компания Limited Run заявила, что пришла к выводу, что клики были мошенническими, после проведения собственного анализа. Она определила, что большинство кликов, за которые Facebook взимал плату, приходили с компьютеров, на которых не был загружен Javascript, язык программирования, позволяющий веб-страницам быть интерактивными. Почти все веб-браузеры загружают Javascript по умолчанию, поэтому предполагается, что если клик приходит с компьютера, который не загружает Javascript, то это, скорее всего, не реальный человек, а бот.

### Мошенничество с лайками
Facebook предлагает рекламный инструмент для страниц, чтобы получить больше «лайков». Согласно Business Insider, этот рекламный инструмент называется «Suggested Posts» или «Suggested Pages» и позволяет компаниям рекламировать свою страницу тысячам новых пользователей всего за $50.
Глобальные компании из списка Fortune 100 все чаще используют маркетинговые инструменты социальных сетей, поскольку количество «лайков» на странице Facebook выросло на 115 % во всем мире.[прояснить] Биотехнологическая компания Comprendia исследовала «лайки» в Facebook с помощью рекламы, проанализировав страницы, посвящённые науке о жизни, с наибольшим количеством «лайков». Они пришли к выводу, что до 40 % «лайков» со страниц компаний предположительно являются фальшивыми. Согласно годовому отчёту Facebook, примерно 0,4 % и 1,2 % активных пользователей являются нежелательными аккаунтами, которые создают фальшивые лайки.
Небольшие компании, такие как PubChase, публично выступили против рекламного инструмента Facebook, утверждая, что законная реклама на Facebook создаёт мошеннические «лайки». В мае 2013 года компания PubChase решила увеличить свою аудиторию в Facebook с помощью рекламного инструмента Facebook, который обещает «установить связь с большим количеством людей, которые важны для вас». После первого же дня компания заподозрила, что число «лайков» увеличилось, поскольку в итоге они получили 900 «лайков» из Индии. По данным PubChase, ни один из пользователей, стоящих за «лайками», не был учёным. Статистика Google Analytics показывает, что Индия не входит в основную базу пользователей компании. PubChase продолжает утверждать, что у Facebook нет интерфейса для удаления фальшивых «лайков»; компания должна сама вручную удалять каждого подписчика.
В феврале 2014 года Дерек Мюллер использовал свой аккаунт на YouTube Veritasium, чтобы загрузить видео под названием «Мошенничество в Facebook». В течение трёх дней видео стало вирусным и набрало более миллиона просмотров (по состоянию на 15 декабря 2021 года оно достигло 6 371 759 просмотров). В видеоролике Мюллер показывает, как после оплаты 50 долларов США за рекламу на Facebook, количество «лайков» на его фан-странице утроилось за несколько дней и вскоре достигло 70 000 «лайков», по сравнению с первоначальными 2 115 «лайками» до рекламы. Несмотря на значительное увеличение количества «лайков», Мюллер заметил, что вовлечённость его страницы фактически снизилась — было меньше людей, которые комментировали, делились и ставили лайки его сообщениям и обновлениям, несмотря на значительное увеличение количества «лайков». Мюллер также заметил, что пользователи, которым «нравилась» его страница, нравились и сотням других страниц, включая конкурирующие страницы AT&T и T-Mobile. Он предполагает, что пользователи специально нажимают «нравится» на любой странице, чтобы отвлечь внимание от страниц, за «лайки» которых им заплатили. Мюллер утверждает: «Я никогда не покупал фальшивые лайки, я использовал законную рекламу Facebook, но результаты таковы, как будто я заплатил за фальшивые лайки с фермы кликов».[нужен лучший источник]
В ответ на жалобы на поддельные «лайки» Facebook сообщил Business Insider:
Мы всегда уделяем особое внимание поддержанию целостности нашего сайта, но в последнее время мы уделяем повышенное внимание злоупотреблениям со стороны поддельных аккаунтов. Мы добились значительного прогресса, создав сочетание автоматизированных и ручных систем для блокировки аккаунтов, используемых в мошеннических целях, и кликов по кнопке Like. Мы также принимаем меры против продавцов фальшивых кликов и помогаем закрыть их.

### Нежелательный таргетинг
3 августа 2007 года несколько британских компаний, включая First Direct, Vodafone, Virgin Media, The Automobile Association, Halifax и Prudential, отказались от рекламы в Facebook после того, как обнаружили, что их объявления отображаются на странице Британской национальной партии, крайне правой политической партии.

### Содействие дискриминации в сфере жилья
Facebook столкнулась с обвинениями в том, что её рекламные платформы способствуют жилищной дискриминации с помощью внутренних функций для целевой рекламы, которые позволяли рекламодателям нацеливать или исключать конкретные аудитории из кампаний. Исследователи также обнаружили, что рекламная платформа Facebook может быть по своей сути дискриминационной, поскольку на выдачу рекламы также влияет то, как часто определённые демографические группы взаимодействуют с определёнными типами рекламы — даже если они не определены рекламодателем в явном виде.
Согласно Закону США о справедливом жилищном законодательстве, при рекламе или переговорах об аренде или продаже жилья запрещено демонстрировать предпочтения в пользу или против арендаторов на основе определённых защищённых классов (включая расу, этническую принадлежность и инвалидность). В 2016 году ProPublica обнаружила, что рекламодатели могут нацеливать или исключать пользователей из рекламы на основе «этнической принадлежности» — демографического признака, который определяется на основе интересов и поведения пользователя в Facebook, и не указывается пользователем в явном виде. Это, в свою очередь, может быть использовано для дискриминации по расовому признаку. В феврале 2017 года Facebook заявил, что будет применять более жёсткие меры для запрета дискриминационной рекламы на всей платформе. Рекламодателям, которые пытаются создавать объявления о возможностях получения жилья, работы или кредита (HEC), будет запрещено использовать этнические симпатии (переименованные в «мультикультурные симпатии» и теперь классифицируемые как поведение) для нацеливания рекламы. Если рекламодатель использует любой другой сегмент аудитории для таргетирования рекламы для HEC, он будет проинформирован об этих правилах и должен будет подтвердить соблюдение соответствующих законов и политик.
Однако в ноябре 2017 года ProPublica обнаружила, что автоматизированное применение этих новых политик было непоследовательным. Они также смогли успешно создать объявления о продаже жилья, которые исключали пользователей на основе интересов и других факторов, фактически подразумевающих ассоциации с защищёнными классами, включая интересы к пандусам для инвалидных колясок, испаноязычной телевизионной сети Telemundo и почтовым индексам Нью-Йорка с преобладающим населением из числа меньшинств. В ответ на этот отчёт компания Facebook временно удалила возможность таргетировать любые объявления с исключениями на основе мультикультурных симпатий.
В апреле 2018 года Facebook окончательно удалил возможность создавать исключения на основе мультикультурной принадлежности. В июле 2018 года Facebook подписал юридически обязывающее соглашение со штатом Вашингтон о принятии в течение 90 дней дальнейших мер по предотвращению использования своей рекламной платформы для жилищной дискриминации защищённых классов населения. В следующем месяце Facebook объявил, что для предотвращения «злоупотреблений» удалит не менее 5 000 категорий из своей системы исключений, включая категории, связанные с расой и религией. 19 марта 2019 года Facebook урегулировал судебный процесс по этому вопросу с Национальным альянсом справедливого жилья, согласившись создать отдельный портал для рекламы КББ с ограниченными возможностями таргетинга к сентябрю 2019 года и предоставить публичный архив всей рекламы КББ.
28 марта 2019 года Министерство жилищного строительства и городского развития США (HUD) подало иск против Facebook, подав официальную жалобу на компанию 13 августа 2018 года. HUD также обратил внимание на тенденцию Facebook предоставлять рекламу на основе пользователей с «определёнными характеристиками [которые] с наибольшей вероятностью будут вовлечены в рекламу».

## Поддельные учётные записи
В августе 2012 года Facebook показал, что более 83 миллионов аккаунтов Facebook (8,7 % от общего числа пользователей) являются фальшивыми аккаунтами. Эти фальшивые профили состоят из дублирующих профилей, аккаунтов для рассылки спама и личных профилей для бизнеса, организаций или нечеловеческих сущностей, таких как домашние животные. В результате этого разоблачения цена акций Facebook упала ниже $20. Кроме того, предпринимается много усилий по обнаружению поддельных профилей с помощью автоматизированных средств, в одной из таких работ для обнаружения поддельных пользователей используются методы машинного обучения.
Facebook сначала отказался удалить «бизнес-страницу», посвящённую анусу женщины, созданную без её ведома, когда она была несовершеннолетней, из-за того, что другие пользователи Facebook проявили интерес к этой теме. После того, как BuzzFeed опубликовал статью об этом, страница была, наконец, удалена. На странице был указан бывший домашний адрес её семьи как адрес «бизнеса».

## Пользовательский интерфейс

### Обновления

#### Сентябрь 2008 года
В сентябре 2008 года Facebook окончательно перевёл своих пользователей на так называемый «Новый Facebook» или Facebook 3.0. Эта версия содержала несколько различных функций и полный редизайн макета. В период с июля по сентябрь пользователям была предоставлена возможность использовать новый Facebook вместо оригинального дизайна или вернуться к старому дизайну.
Решение Facebook о миграции пользователей было встречено в сообществе неоднозначно. Несколько групп выступили против этого решения, некоторые из них насчитывали более миллиона пользователей.

#### Октябрь 2009 года
В октябре 2009 года Facebook изменил дизайн ленты новостей таким образом, чтобы пользователь мог просматривать все виды событий, в которых участвуют его друзья. В своём заявлении они сказали, 
ваши приложения [истории] могут появляться в обоих видах. Лучший способ для того, чтобы ваши истории появились в фильтре ленты новостей, — это создавать истории, которые очень увлекательны, поскольку высококачественные, интересные истории с наибольшей вероятностью получат лайки и комментарии друзей пользователя.

Этот редизайн был объяснён следующим образом:

Лента новостей будет сосредоточена на популярном контенте, определяемом алгоритмом на основе интереса к этой истории, включая количество лайков и комментариев. В «Живой ленте» будут отображаться все последние истории от большого числа друзей пользователя.

Редизайн был сразу же встречен критикой со стороны пользователей, многим из которых не нравилось количество информации, поступающей к ним. Это также усугублялось тем, что люди не могли выбирать то, что они видят.

#### Ноябрь/декабрь 2009 года
В ноябре 2009 года Facebook выпустил предложенную новую политику конфиденциальности, а в декабре 2009 года принял её без изменений. Они совместили это с внедрением новых настроек конфиденциальности. Новая политика объявила определённую информацию, включая «списки друзей», «общедоступной», без каких-либо настроек конфиденциальности; ранее можно было ограничить доступ к этой информации. В связи с этим изменением пользователи, которые установили свой «список друзей» как приватный, были вынуждены сделать его публичным, даже не будучи проинформированными, а возможность сделать его снова приватным была удалена. Это вызвало протест со стороны многих людей и организаций по защите частной жизни, таких как EFF.
Райан Тейт назвал это изменение Великим предательством Facebook, заставив фотографии профиля пользователя и списки друзей быть видимыми в публичных списках пользователей, даже для тех пользователей, которые ранее явно решили скрыть эту информацию, и сделав фотографии и личную информацию публичной, если пользователи не проявили инициативу по ограничению доступа к ней. Например, пользователь, у которого информация в разделе «Семья и отношения» была настроена на просмотр только «Друзьями», по умолчанию будет доступен для просмотра «Всем» (публично). То есть, такая информация, как пол партнёра, которым интересуется пользователь, статус отношений и семейные отношения, стала доступна для просмотра даже тем, кто не имеет аккаунта в Facebook. Facebook подвергся серьёзной критике как за снижение уровня конфиденциальности своих пользователей, так и за подталкивание пользователей к удалению средств защиты конфиденциальности. В число групп, критикующих изменения, входят Фонд электронных рубежей и Американский союз гражданских свобод. Сотни личных фотографий и календарь событий Марка Цукерберга, генерального директора компании, были выставлены на всеобщее обозрение во время переходного периода. С тех пор Facebook вновь включил возможность скрывать списки друзей от просмотра; однако это предпочтение больше не указывается вместе с другими настройками конфиденциальности, и прежняя возможность скрывать список друзей от выбранных людей среди своих собственных друзей больше невозможна. Журналист Дэн Гиллмор удалил свой аккаунт в Facebook из-за изменений, заявив, что «не может полностью доверять Facebook», а Хайди Мур из Slate’s Big Money временно деактивировала свой аккаунт в качестве «возражения по соображениям совести». Другие журналисты были так же разочарованы и возмущены изменениями. Защищая изменения, основатель компании Марк Цукерберг сказал: «Мы решили, что теперь это будут социальные нормы, и мы просто пошли на это». Управление комиссара по защите частной жизни Канады начало очередное расследование политики конфиденциальности Facebook после жалоб, последовавших за изменением.

#### Январь 2018 года
После сложного 2017 года, отмеченного обвинениями в распространении фейковых новостей и разоблачениями близких к России групп, которые пытались повлиять на президентские выборы в США 2016 года (см. Обвинения России во вмешательстве в президентские выборы 2016 года в США) ерез рекламу на его сервисе, Марк Цукерберг в своём традиционном январском посте объявил:
"Мы вносим серьёзные изменения в то, как мы создаём Facebook. Я меняю цель, которую я ставлю перед нашими продуктовыми командами, с фокусирования на помощи в поиске релевантного контента на помощь в более значимых социальных взаимодействиях".
— Марк Цукерберг
По результатам опросов пользователей Facebook, это желание перемен примет форму перенастройки алгоритмов новостной ленты, чтобы:
- Приоритет контента членов семьи и друзей (Марк Цукерберг 12 января, Facebook:[358] «Первые изменения, которые вы увидите, произойдут в ленте новостей, где вы можете ожидать увидеть больше материалов от ваших друзей, семьи и групп»).
- Отдавать предпочтение новостным статьям из местных источников, которые считаются более достоверными

Ожидается, что последние изменения алгоритма новостной ленты улучшат «количество просматриваемого значимого контента». Для этого новый алгоритм должен определить публикации, вокруг которых пользователь с наибольшей вероятностью будет взаимодействовать со своими друзьями, и сделать так, чтобы они появлялись выше в ленте новостей вместо материалов, например, от медиакомпаний или брендов. Это посты, «которые вызывают дискуссию в комментариях, и посты, которыми вы, возможно, захотите поделиться и отреагировать на них». Но, как признался даже Марк Цукерберг, он «ожидает, что время, которое люди проводят на Facebook, и некоторые показатели вовлечённости снизятся. Но я также ожидаю, что время, которое вы проводите на Facebook, будет более ценным». Чем меньше публичного контента пользователь Facebook видит в своей ленте новостей, тем меньше бренды могут охватить потребителей. Это, безусловно, большая потеря для рекламодателей и издателей.
Это изменение, которое кажется просто очередным обновлением социальной сети, широко критикуется из-за тяжёлых последствий, к которым оно может привести: «В таких странах, как Филиппины, Мьянма и Южный Судан, а также в странах с развивающейся демократией, таких как Боливия и Сербия, не этично заявлять о нейтральности платформы или давать обещания о функционирующей экосистеме новостей, а затем просто уходить по прихоти». Действительно, для таких стран Facebook был обещанием надёжной и объективной платформы, на которой они могли надеяться получить необработанную информацию. Независимые медиакомпании пытались бороться с цензурой с помощью своих статей и в какой-то мере продвигали право граждан знать, что происходит в их странах.
То, как компания справляется со скандалами и критикой по поводу фейковых новостей, снижая имидж своей медиа-компании, даже определяется как «потенциально смертельно опасный» в отношении бедных и нестабильных политических условий, таких как Мьянма или Южный Судан, к которым апеллирует программа социальной сети «free basics». Сербский журналист Стеван Дойчинович идёт дальше, называя Facebook «монстром» и обвиняя компанию в «циничном отсутствии заботы о том, как её решения влияют на самых уязвимых». Действительно, Facebook экспериментировал с удалением новостей медиакомпаний из ленты новостей пользователей в нескольких странах, таких как Сербия. Стеван Дочинович затем написал статью, в которой объяснил, как Facebook помог им «обойти основные каналы и донести [свои] истории до сотен тысяч читателей». Правило, касающееся издателей, не распространяется на платные посты, что вызывает опасения журналиста, что социальная сеть «станет ещё одной игровой площадкой для сильных мира сего» позволяя им, например, покупать рекламу на Facebook. Критики видны и в других медиакомпаниях, изображающих частную компанию как «разрушителя миров». Генеральный директор LittleThings Джо Спейсер утверждает, что смена алгоритма «лишила LittleThings примерно 75 % органического трафика, одновременно снизив маржу прибыли», что вынудило их закрыть свои двери, так как они полагались на Facebook для обмена контентом.

## Сетевой нейтралитет

### Споры о «Free Basics» в Индии
В феврале 2016 года TRAI вынесла решение против дифференцированного ценообразования на данные для ограниченных услуг операторов мобильной связи, фактически положив конец платформам с нулевым рейтингом в Индии. Нулевой рейтинг предоставляет доступ к ограниченному числу веб-сайтов бесплатно для конечного пользователя. Сторонники сетевой нейтральности из Индии (SaveTheInternet.in) рассказали о негативных последствиях программы Facebook Free Basic и распространили информацию среди общественности. Программа Facebook Free Basics была сотрудничеством с Reliance Communications для запуска Free Basics в Индии. Постановление TRAI против дифференцированного ценообразования ознаменовало конец Free Basics в Индии.
Ранее Facebook потратил 44 миллиона долларов США на рекламу и призвал всех своих индийских пользователей отправить электронное письмо в Управление по регулированию телекоммуникаций в поддержку своей программы. Позже TRAI попросила Facebook предоставить конкретные ответы от сторонников Free Basics.

## Обращение с потенциальными конкурентами
В декабре 2018 года всплыли подробности о поведении Facebook в отношении конкурентов. Член парламента Великобритании Дамиан Коллинз обнародовал файлы из судебного решения между Six4Three и Facebook. Согласно этим файлам, социальная медиакомпания Twitter выпустила своё приложение Vine в 2013 году. Facebook заблокировал доступ Vine к своим данным.
В июле 2020 года Facebook вместе с другими технологическими гигантами Apple, Amazon и Google были обвинены в поддержании вредоносной власти и антиконкурентных стратегиях для подавления потенциальных конкурентов на рынке. Руководители соответствующих фирм выступили в телеконференции 29 июля 2020 года перед законодателями Конгресса США.

## Влияние на выборы
В ходе так называемого скандала с данными Facebook-Cambridge Analytica пользователям Facebook без информированного согласия была адресована политическая реклама в попытке продвинуть правые цели, включая избрание Дональда Трампа президентом. Помимо выборов в США, Facebook был замешан в кампаниях по оказанию влияния на выборы в таких странах, как Аргентина, Кения, Малайзия, Великобритания и Южная Африка, о чем рассказывается в документальном фильме 2019 года «Великий взлом».